# 萬豐里 (臺灣)
24°1′42.3″N 120°41′49.1″E / 24.028417°N 120.696972°E
萬豐里，是臺灣村落，位在臺中市霧峰區東南境，佔全區面積18%，為該區的最大里。

## 歷史

### 名由
萬豐里舊名來由有二：
1. 取自平埔族萬斗六社名，位於現今舊正里的舊社聚落[注 1]；另有文獻將萬斗六[注 2]指是車平營，即萬豐國小一帶[6][7][8]。
2. 萬斗六是日治時期大字，範圍涵蓋現今六股、峰谷、舊正、萬豐等四里[3][6]。

### 開發史
萬豐里原為平埔族萬斗六社，漢人在清雍正年間，便已經入墾，至清乾隆中葉，來自彰化吳洛，以「吳伯榮」為墾號，開鑿萬斗六圳，於象鼻附近，引烏溪水入圳，使霧峰境內千甲地得以耕田，到清嘉慶年間，形成平埔族與漢人混居，最後平埔族遷往埔裏社。
萬斗六圳在日治時期，從明治41年至昭和15年，陸續將大屯郡各圳合併成「大屯水利組合」，在此期間，萬斗六圳改名為阿罩霧第一圳，且於烏溪兩岸修築堤防，增強水利設施，免於洪水肆虐與無水耕田之窘境。
1999年發生921大地震，阿罩霧第一圳位在車籠埔斷層，因此設施遭嚴重震毀，另有南勢、丁台、六股等里的水圳也受狀況不一的損毀。

## 地理
萬豐里在霧峰區東南境，里內最大聚落於萬豐國小一帶，沿台3線呈線狀發展，居萬斗六山腳下，車籠埔斷層於此行經，由南之象鼻進入本里，北抵山腳才離開。
萬斗六山海拔259.221公尺（921地震前），位在霧峰山地，山地東側有九九峰，與國姓鄉、草屯鎮緊鄰。
烏溪沖積扇之扇頂位於象鼻，海拔約95公尺，在烏溪北岸，與南岸茄荖山呈對峙，形成隘口景觀，烏溪自此便開始呈網流狀分布，海拔也逐漸下降，流經台中盆地，至昭和年間修築堤防後，網流狀氾濫情況不再出現。
萬豐里由三種地質構成，自東向西依序是：
1. 頭嵙山層：主要由礫石組成，亦有其間夾雜砂、頁岩互層。
2. 卓蘭層：砂岩、粉砂岩、泥岩和頁岩的互層所組成。
3. 沖積層：黏土、粉砂、砂和礫石所組成。

## 解
1. ↑  依《臺灣地名辭書》（卷十二）記載，舊社聚落距車平營之西約100公尺，轄屬霧峰區舊正里。
2. ↑  萬斗六在當地人稱作「營仔」（台語發音），是指車平營。車平營在《臺灣地名辭書》（卷十二）一書中寫作「東平營」，為表用詞統一，經多份圖紙文獻比對，本文採用車平營。
3. ↑  萬斗六圳取水口，以詳細地點述之，依《南投農田水利會志》記載是位於達摩山莊之南，國道三號於此開始橫越烏溪所在。
4. ↑  依聯勤測量署繪製《1：25,000地形圖》所示，以粗紅線標示車籠埔斷層線可知通過之處。
5. ↑  見。
6. ↑  山腳位於味全食品工廠之北，轄屬霧峰區六股里。
7. ↑  茄荖山為一環流丘，位於草屯鎮御史里。